# Jesse Randall
Jesse Carmichael Randall (ur. 19 sierpnia 2002 w Wellington) – nowozelandzki piłkarz grający na pozycji napastnika w klubie Auckland FC  oraz reprezentacji Nowej Zelandii.
W swojej karierze grał także m.in. w Tasman United, Hawke’s Bay United i Charleston Battery. Został powołany do drużyny narodowej na Puchar Narodów Oceanii 2024. Zadebiutował w meczu z Wyspami Salomona, a w finale zdobył gola przeciwko Vanuatu.